# Campionati del mondo di atletica leggera 2011 - 200 metri piani maschili
I 200 metri piani maschili ai campionati del mondo di atletica leggera 2011 si sono tenuti al Daegu Stadium il 2 e 3 settembre. Il margine di vittoria è stato di 0,30 secondi. Usain Bolt, detentore del record mondiale e campione in carica, era il favorito con un tempo leader mondiale di 19,86 secondi. Aveva anche vinto in modo convincente le sue tre principali gare dopo il ritorno dall'infortunio.
Ricordando la sua falsa partenza nei 100 metri, il favorito Bolt ha avuto il tempo di reazione più lento allo sparo, ma è passato facilmente alle semifinali.
Le semifinali sono iniziate con un'altra falsa partenza, questa volta di Sandro Viana. Christophe Lemaitre ha guidato le qualificazioni vincendo la prima semifinale, mentre Bolt è passato senza sforzo attraverso la seconda semifinale e Walter Dix ha corso una controllata terza semifinale.
La finale è stata la redenzione di Bolt. Ancora cauto, Bolt ha avuto il tempo di reazione più lento sul campo, ma ha facilmente preso la testa, recuperando il ritardo su Dix a 2/3 della curva mentre il medaglia d'argento in carica Alonso Edward si è ritirato. Bolt ha lanciato uno sguardo a Dix e al resto del campo, poi ha corso fino al traguardo in 19,40, il suo terzo miglior tempo, il quarto miglior tempo di sempre. Dix è chiaramente arrivato secondo in 19,70, con Christophe Lemaitre che si è staccato da Jaysuma Saidy Ndure con 19,80, il record nazionale francese per la medaglia di bronzo. Il resto del campo era a più di 3/10 di secondo di distanza. Si noti che questi erano tempi completamente automatici, è stata solo una coincidenza che tutti i tempi delle medaglie fossero divisibili esattamente per un decimo di secondo.

## Risultati
| Legenda | q |  | Q | Qualificati | NR | Record Nazionale | PB | Personal best | SB | Seasonal best |

### Batterie
Qualificazione: I primi tre di ogni batteria (Q) e i 3 successivi migliori tempi (q).

#### Batteria 1
| Pos. | Corsia | Nome                      | Nazione             | Tempo | Note                          |
| ---- | ------ | ------------------------- | ------------------- | ----- | ----------------------------- |
| 1    |        | Walter Dix                | Stati Uniti         | 20.42 | Q                             |
| 2    |        | Amr Ibrahim Mostafa Seoud | Egitto              | 20.44 | Q,                            |
| 3    |        | Kim Collins               | Saint Kitts e Nevis | 20.52 | Q,                            |
| 4    |        | Femi Seun Ogunode         | Qatar               | 20.54 | q                             |
| 5    |        | Marc Schneeberger         | Svizzera            | 20.81 |                               |
| 6    |        | Sebastian Ernst           | Germania            | 20.95 |                               |
| 7    |        | Sibusiso Matsenjwa        | eSwatini            | 21.29 | Miglior prestazione personale |
| 8    |        | Roudy Monrose             | Haiti               | 22.18 |                               |

#### Batteria 2
| Pos. | Corsia | Nome               | Nazione           | Tempo | Note |
| ---- | ------ | ------------------ | ----------------- | ----- | ---- |
| 1    |        | Usain Bolt         | Giamaica          | 20.30 | Q    |
| 2    |        | Michael Mathieu    | Bahamas           | 20.46 | Q    |
| 3    |        | Pavel Maslák       | Rep. Ceca         | 20.63 | Q,   |
| 4    |        | Christian Malcolm  | Regno Unito       | 20.66 | q    |
| 5    |        | Churandy Martina   | Paesi Bassi       | 20.70 | q    |
| 6    |        | Bryan Barnett      | Canada            | 20.75 |      |
| 7    |        | Emmanuel Callander | Trinidad e Tobago | 20.97 |      |

#### Batteria 3
| Pos. | Corsia | Nome                | Nazione             | Tempo | Note |
| ---- | ------ | ------------------- | ------------------- | ----- | ---- |
| 1    |        | Jaysuma Saidy Ndure | Norvegia            | 20.65 | Q    |
| 2    |        | Darvis Patton       | Stati Uniti         | 20.80 | Q    |
| 3    |        | Jonathan Åstrand    | Finlandia           | 20.87 | Q    |
| 4    |        | Paul Hession        | Irlanda             | 21.02 |      |
| 5    |        | Brijesh Lawrence    | Saint Kitts e Nevis | 21.16 |      |
| 6    |        | Rolando Palacios    | Honduras            | 21.22 |      |
| 7    |        | Yuichi Kobayashi    | Giappone            | 21.27 |      |
| 8    |        | Khalilur Rahman     | Bangladesh          | 23.53 |      |

#### Batteria 4
| Pos. | Corsia | Nome                | Nazione           | Tempo | Note |
| ---- | ------ | ------------------- | ----------------- | ----- | ---- |
| 1    |        | Christophe Lemaitre | Francia           | 20.51 | Q    |
| 2    |        | Shinji Takahira     | Giappone          | 20.87 | Q    |
| 3    |        | Mosito Lehata       | Lesotho           | 21.03 | Q    |
| 4    |        | Lebogang Moeng      | Sudafrica         | 21.09 |      |
| 5    |        | Marvin Anderson     | Giamaica          | 21.09 |      |
| 6    |        | Alex Wilson         | Svizzera          | 21.25 |      |
| 7    |        | Leeroy Henriette    | Seychelles        | 21.83 |      |
|      |        | Brendan Christian   | Antigua e Barbuda | dns   |      |

#### Batteria 5
| Pos. | Corsia | Nome             | Nazione                 | Tempo | Note |
| ---- | ------ | ---------------- | ----------------------- | ----- | ---- |
| 1    |        | Nickel Ashmeade  | Giamaica                | 20.47 | Q    |
| 2    |        | Sandro Viana     | Brasile                 | 20.62 | Q    |
| 3    |        | Hitoshi Saito    | Giappone                | 20.80 | Q    |
| 4    |        | James Ellington  | Regno Unito             | 20.82 |      |
| 5    |        | Jeremy Dodson    | Stati Uniti             | 20.92 |      |
| 6    |        | Gabriel Mvumvure | Zimbabwe                | 21.11 |      |
| 7    |        | Calvin Dascent   | Isole Vergini Americane | 21.15 |      |

#### Batteria 6
| Pos. | Corsia | Nome                | Nazione             | Tempo | Note |
| ---- | ------ | ------------------- | ------------------- | ----- | ---- |
| 1    |        | Alonso Edward       | Panama              | 20.55 | Q    |
| 2    |        | Bruno de Barros     | Brasile             | 20.63 | Q    |
| 3    |        | Reto Schenkel       | Svizzera            | 20.77 | Q    |
| 4    |        | Jared Connaughton   | Canada              | 20.83 |      |
| 5    |        | Ben Youssef Meité   | Costa d'Avorio      | 20.97 |      |
| 6    |        | Thuso Mpuang        | Sudafrica           | 21.07 |      |
| 7    |        | Omar Jouma Al-Salfa | Emirati Arabi Uniti | 21.45 |      |
| 8    |        | Luka Rakić          | Montenegro          | 22.73 |      |

#### Batteria 7
| Pos | Heat | Name             | Nationality       | Time  | Notes                                    |
| --- | ---- | ---------------- | ----------------- | ----- | ---------------------------------------- |
| 1   |      | Rondel Sorrillo  | Trinidad e Tobago | 20.68 | Q                                        |
| 2   |      | Mario Forsythe   | Giamaica          | 20.68 | Q                                        |
| 3   |      | Michael Herrera  | Cuba              | 20.76 | Q                                        |
| 4   |      | Daniel Grueso    | Colombia          | 20.87 |                                          |
| 5   |      | Marek Niit       | Estonia           | 20.90 |                                          |
| 6   |      | Nilson André     | Brasile           | 20.93 |                                          |
| 7   |      | Arnaldo Abrantes | Portogallo        | 21.10 |                                          |
| 8   |      | Holder da Silva  | Guinea-Bissau     | 21.82 | Miglior prestazione personale stagionale |

### Semifinali
Qualificazione: I primi due di ogni batteria (Q) e i 2 successivi migliori tempi (q).
Vento:
#1: -1.0 m/s, #2: -1.0 m/s, # 3: -0.7 m/s
| Pos | Batt. | Nome                      | Nazione             | Tempo | Note    |
| --- | ----- | ------------------------- | ------------------- | ----- | ------- |
| 1   | 1     | Christophe Lemaitre       | Francia             | 20.17 | Q, SB   |
| 2   | 2     | Usain Bolt                | Giamaica            | 20.31 | Q       |
| 3   | 1     | Nickel Ashmeade           | Giamaica            | 20.32 | Q       |
| 4   | 3     | Walter Dix                | Stati Uniti         | 20.37 | Q       |
| 5   | 2     | Jaysuma Saidy Ndure       | Norvegia            | 20.50 | Q       |
| 6   | 3     | Alonso Edward             | Panama              | 20.52 | Q       |
| 7   | 2     | Bruno de Barros           | Brasile             | 20.54 | q       |
| 8   | 2     | Rondel Sorrillo           | Trinidad e Tobago   | 20.56 | q       |
| 9   | 1     | Femi Seun Ogunode         | Qatar               | 20.58 |         |
| 10  | 3     | Mario Forsythe            | Giamaica            | 20.63 |         |
| 11  | 1     | Kim Collins               | Saint Kitts e Nevis | 20.64 |         |
| 12  | 2     | Darvis Patton             | Stati Uniti         | 20.72 |         |
| 13  | 3     | Michael Herrera           | Cuba                | 20.75 |         |
| 14  | 1     | Pavel Maslák              | Rep. Ceca           | 20.87 |         |
| 15  | 3     | Christian Malcolm         | Regno Unito         | 20.88 |         |
| 16  | 3     | Shinji Takahira           | Giappone            | 20.90 |         |
| 17  | 3     | Jonathan Åstrand          | Finlandia           | 21.03 |         |
| 18  | 3     | Amr Ibrahim Mostafa Seoud | Egitto              | 21.15 |         |
| 19  | 2     | Hitoshi Saito             | Giappone            | 21.17 |         |
| 20  | 2     | Reto Schenkel             | Svizzera            | 21.18 |         |
|     | 1     | Michael Mathieu           | Bahamas             | DNF   |         |
|     | 1     | Sandro Viana              | Brasile             | DQ    | R 162.7 |
|     | 1     | Mosito Lehata             | Lesotho             | DNS   |         |
|     | 2     | Churandy Martina          | Paesi Bassi         | DNS   |         |

### Finale
| Pos     | Corsia | Nome                | Nazione           | Tempo | Note                                     |
| ------- | ------ | ------------------- | ----------------- | ----- | ---------------------------------------- |
| Oro     | 3      | Usain Bolt          | Giamaica          | 19.40 | Miglior prestazione mondiale stagionale  |
| Argento | 4      | Walter Dix          | Stati Uniti       | 19.70 | Miglior prestazione personale stagionale |
| Bronzo  | 6      | Christophe Lemaitre | Francia           | 19.80 | Record nazionale                         |
| 4       | 8      | Jaysuma Saidy Ndure | Norvegia          | 19.95 | Miglior prestazione personale stagionale |
| 5       | 5      | Nickel Ashmeade     | Giamaica          | 20.29 |                                          |
| 6       | 2      | Bruno de Barros     | Brasile           | 20.31 |                                          |
| 7       | 1      | Rondel Sorrillo     | Trinidad e Tobago | 20.34 |                                          |
|         | 7      | Alonso Edward       | Panama            | dnf   |                                          |